# Бігер (сомон, Говь-Алтай)
Бігер (монг. Бигэр) – сомон аймаку Говь-Алтай, Монголія. Територія 3,6 тис км², населення 3,5 тис. Адміністративний центр – селище Жаргалант знаходиться на відстані 112 км від міста Алтай та 950 км від Улан-Батора. Є школа, лікарня, центри культури і торгівлі, санаторій «Таван еле» з лікування ниркових хвороб.

## Рельєф
Гори Бурхан буудай (3765 м), Хух Серх (3155 м). Річки Чацарганат (обліпихова), Жаргалант, Озеро Бігер. Багато піщаних дюн.

## Клімат
Різкоконтинентальний клімат. Середня температура січня -21 градус, липня +24 градуси. Протягом року в середньому випадає 225 мм опадів.

## Корисні копалини
Родовища кам’яного вугілля, залізної руди, сировини для будівельних матеріалів.

## Тваринний світ
Водяться гірські барани, вовки, сніжні барси, лисиці, корсаки, манули, зайці.

## Сільське господарство
У сомоні вирощують ячмінь, овочі, ягідні та плодові культури. Візитівкою сомону є ячмінь та яблука, коньяк «Бігер».